# Дюлево (Бургасская область)
Дюлево (болг. Дюлево) — село в Болгарии. Находится в Бургасской области, входит в общину Средец. Население составляет 446 человек (2022).

## Политическая ситуация
В местном кметстве Дюлево, в состав которого входит Дюлево, должность кмета (старосты) исполняет Стойко Янев Карабелов (Болгарская социалистическая партия (БСП)) по результатам выборов.
Кмет (мэр) общины Средец — Тодор Пройков Станчев (Болгарская социалистическая партия (БСП)) по результатам выборов.